# Тотиги Сити
«Тотиги Сити» (яп. 栃木シティフットボールクラブ, англ. Tochigi City Football Club) — японский футбольный клуб из города Тотиги, в настоящий момент выступает в Джей-лиге 3, третьм по силе дивизионе страны.

## История
Клуб был основан в 1947 году как «Футбольный клуб Хитати Тотиги», команда из рабочих местного завода Hitachi. В 2002 году клуб прибавил к своему названию прозвище «Ува» (что в переводе с итальянского, португальского и испанского языков означает «виноград»), происходящее от многочисленных виноградников, произрастающих на юге префектуры Тотиги. В 2009 году финишировав второй в Региональной лиге Канто, «Тотиги Ува» добился тем самым права принять участие в плей-офф Региональных лиг за выход в Японскую футбольную лигу. Чего и добился, приняв участие в следующем сезоне 2010 ЯФЛ. В 2019 году клуб переименован в «Тотиги Сити». Со временем перед клубом была поставлена задача выхода в Джей-лигу. Для этого была подана заявка на получение статуса 100-летнего плана, которая была одобрена.. По итогам сезона 2024 клуб занял 1-е место в Японской футбольной лиге и повысился в Джей-лигу 3. Таким образом, «Тотиги Сити» стал второй профессиональной командой из своей префектуры после «Тотиги».

## Результаты в Японской футбольной лиге
2010: 15-е

2011: 10-е

2012: 17-е